# Alex Kidd in Miracle World DX
Alex Kidd in Miracle World DX ist ein 2021 erschienenes Jump-’n’-Run-Computerspiel von Sega. Es handelt sich um ein Remake von Alex Kidd in Miracle World aus dem Jahr 1986.

## Inhalt
Ein Junge namens Alex Kidd erfährt von einem Bösewicht namens Janken der Große, dass er die Stadt Radaxian erobern möchte. Als Alex erfährt, dass er der Sohn des Königs ist, macht er sich auf, um das Königreich zu retten. Auf seiner Suche besiegt er Jankens Handlanger, findet sein Bruder und holt verschiedene Gegenstände zurück, die ihn zu Janken führen. Er spielt mit ihnen Schere-Stein-Papier. Er besiegt Janken, nimmt das Mondstein-Medaillon und rettet seine Mutter.  Da sein Vater nicht gefunden werden konnte, ist Alex Bruder der neue König.

## Spielprinzip und Technik
Das Spiel bietet elf Levels. Der Spieler kann mit der Faust die Steinblöcke zerstören und sammelt dabei die Geldsäcke ein. Innden Steinblöcken sind manchmal wertvolle Gegenstände enthalten. Die Gegner werden mit dem Faustschlag erledigt. In manchen Levels befindet sich ein Shop, in dem man sein eingesammeltes Geld in Fahrzeuge oder Power-Ups, wie zum Beispiel ein Motorrad oder einen Hubschrauber, aber auch in neue Leben, kaufen kann. Begegnet man einem von Jankens Schergen, muss man mit ihnen ein Stein-Schere-Papier-Spiel spielen.
Das Spiel wurde am 10. Juni 2020 angekündigt und am 22. Juni 2021 veröffentlicht. Das Spiel wurde für PlayStation 4, Xbox One, PlayStation 5, Xbox Series, Nintendo Switch und Windows von Jankenteam entwickelt und von Merges Games veröffentlicht.  Das Remake bietet neue Level, neue NPC, alternative Bosskämpfe und man kann zwischen moderner oder Retro-Grafik wechseln. Sobald der Spieler das Spiel abgeschlossen hat, schaltet man weitere Modi, wie den Classic Mode oder Boss Rush, frei. Erster ist eine hochskalierte Master-System-Portierung des Originalspiels und in zweiterem muss der Spieler alle Bosse bei Schere-Stein-Papier besiegen ohne zu verlieren.

## Rezeption
Das Spiel erhielt laut Metacritic „durchschnittliche“ Bewertungen. 4Players vergab eine Punktzahl von 75/100.